# Jaksice (powiat proszowicki)
Jaksice – wieś w Polsce położona w województwie małopolskim, w powiecie proszowickim, w gminie Koszyce, przy drodze krajowej nr 79.
Wieś biskupstwa krakowskiego w powiecie proszowickim w województwie krakowskim w końcu XVI wieku. W latach 1975–1998 miejscowość należała administracyjnie do województwa kieleckiego.

Integralne części miejscowości: Dolna Parcela, Gajowisko, Górna Parcela, Kąty, Macieczyna, Miodowo, Siekierka, Stara Wieś.